# Josef Bubník
Josef Bubník (14. května 1879 Teplice – 4. července 1957 Praha nebo Myslibořice) byl československý politik a meziválečný poslanec Národního shromáždění za Československou sociálně demokratickou stranu dělnickou, později za Komunistickou stranu Československa a nakonec za Neodvislou stranu komunistickou v Československu. Byl aktérem výrazného frakčního souboje v KSČ v roce 1925 (takzvaná bubnikiáda).

## Biografie
Podle údajů k roku 1921 byl profesí zástupcem přednosty Úrazové pojišťovny dělnické v Praze.
Po parlamentních volbách v roce 1920 získal mandát v Národním shromáždění. Do parlamentu se ovšem dostal až dodatečně roku 1921 jako náhradník poté, co rezigoval poslanec Vlastimil Tusar. Mandát získal za československé sociální demokraty, v průběhu volebního období ale přešel do nově vzniklé KSČ. V roce 1925 ovšem z komunistického poslaneckého klubu vystoupil a přešel do klubu Neodvislé komunistické strany.
V KSČ zastával funkci tajemníka 1. pražské organizace strany. Ta se v rámci KSČ vyvíjela s vyšší mírou nezávislosti. Bylo to způsobeno mimo jiné i tím, že v ní působilo několik aktivistů z levicové strany Socialistické sjednocení, kteří do KSČ přešli roku 1923 (například Josef Teska). V roce 1925 se Bubník stal aktérem výrazného frakčního střetu v KSČ (takzvaná bubnikiáda). Část strany včetně Bubníka tehdy odmítla těsnější svázání její politiky s direktivami Kominterny. Bubník měl v tomto ohledu podporu četných stranických organizací. Zpočátku za ním stáli i centrističtí komunisté jako Bohumír Šmeral nebo Antonín Zápotocký, ale nakonec byl izolován. V únoru 1925 byl vyloučen z KSČ s odůvodněním, že podporoval akce vedoucí k rozbití KSČ. Spolu s ním pak ze strany odešlo dalších sedm poslanců a utvořili Neodvislou komunistickou stranu. Ta se účastnila parlamentních voleb v roce 1925, ale získala jen 7 813 hlasů a nepronikla do parlamentu. Většina jejích členů včetně Bubníka pak přešla do sociální demokracie.